# Lacaune
 Lacaune  (en occitano La Cauna) es una población y comuna francesa, ubicada en la región de Mediodía-Pirineos, departamento de Tarn, en el distrito de Castres. Es el chef-lieu y mayor población del cantón de Lacaune.

## Demografía
| 2 824 | 3 184 | 3 260 | 3 231 | 3 089 | 2 914 |
| Para los censos de 1962 a 1999 la población legal corresponde a la población sin duplicidades (Fuente: INSEE [Consultar]) |       |       |       |       |       |